# Crisis del videojuego de 1983
La crisis de los videojuegos de 1983, conocida en Japón como Atari Shock (アタリショック?), fue una recesión a gran escala en la industria del videojuego que tuvo lugar entre 1983 y 1985, principalmente en Estados Unidos.
La crisis se atribuyó a varios factores, entre ellos la saturación del mercado en cuanto al número de consolas y juegos disponibles, muchos de ellos de mala calidad, así como la disminución del interés por las consolas en favor de los ordenadores personales. Los beneficios de los juegos electrónicos personales alcanzaron un máximo de 3.200 millones de dólares en 1983 y cayeron a unos 100 millones en 1985, un descenso de casi el 97%. La crisis puso fin abruptamente a la segunda generación de consolas en Norteamérica. En menor medida, el mercado de las máquinas recreativas también se debilitó con el fin de la edad de oro de los salones recreativos.
La crisis, que duró unos dos años, sacudió la hasta entonces floreciente industria y provocó la quiebra de varias empresas productoras de ordenadores domésticos y consolas de juegos electrónicos en la región. Los analistas de la época expresaron sus dudas sobre la viabilidad a largo plazo de las consolas y los juegos.
La industria norteamericana de los juegos electrónicos se recuperó unos años más tarde, sobre todo gracias al gran éxito de la versión occidental de la consola Famicom de Nintendo, la Nintendo Entertainment System (NES), lanzada en Estados Unidos en 1985. La NES se diseñó para evitar los errores que condujeron a la crisis de 1983 y los estigmas asociados a los juegos electrónicos de la época.

## Causas y factores

### Saturación del mercado de consolas

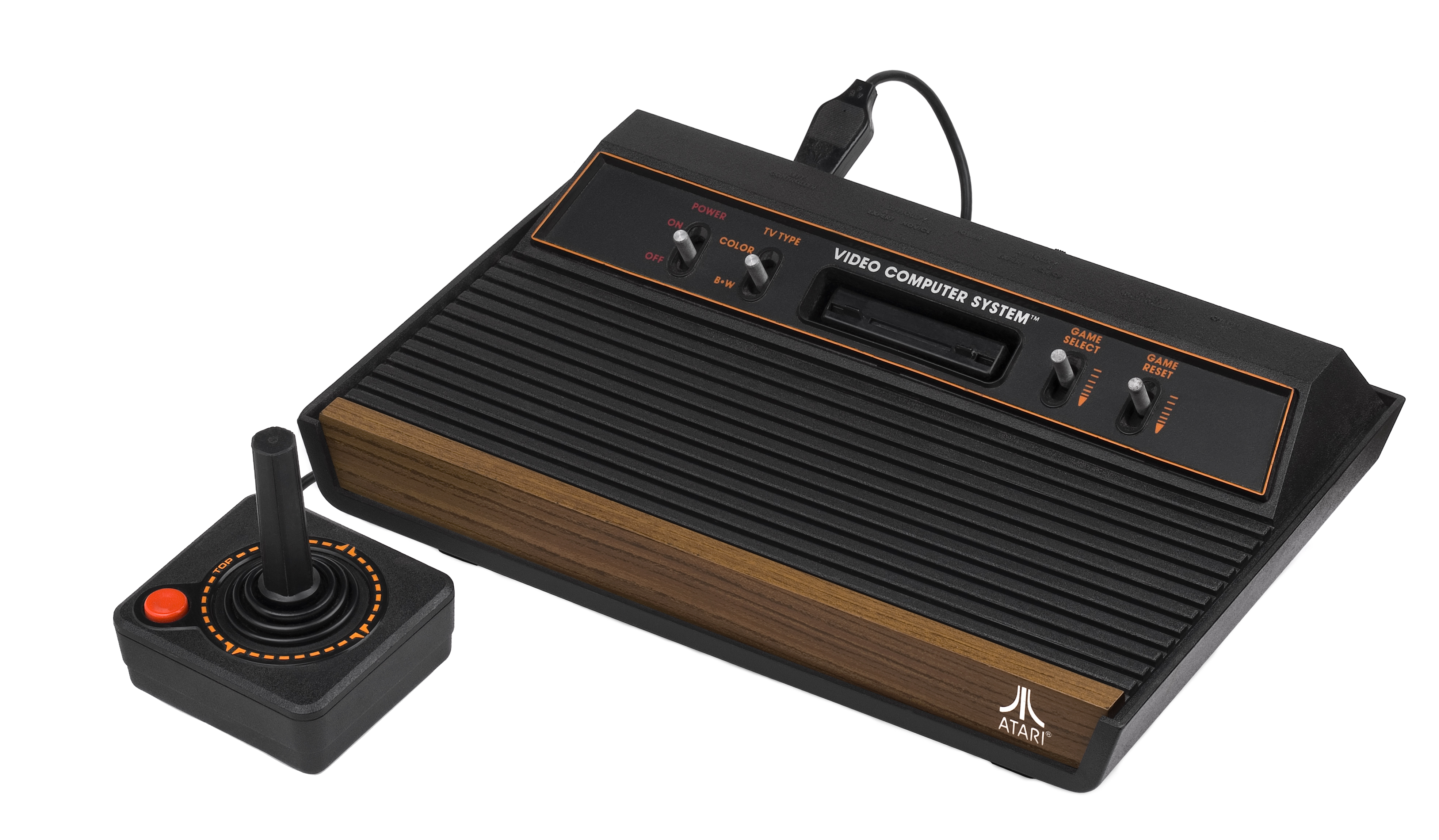
Atari VCS (más tarde conocida como Atari 2600), la consola más popular antes de la crisis.

La Atari Video Computer System (rebautizada Atari 2600 en 1982) no fue la primera consola doméstica con cartuchos intercambiables, pero a principios de la década de 1980 fue, por un amplio margen, la consola de segunda generación más popular en Estados Unidos. Lanzada en 1977, poco antes del colapso del mercado de las consolas clónicas de Pong, la Atari VCS tuvo unas ventas modestas durante sus primeros años en el mercado. En 1980, la versión bajo licencia de Atari de Space Invaders, desarrollada por Taito, se convirtió en la aplicación estrella de la consola; las ventas de la VCS se cuadruplicaron y el juego fue el primer título en vender más de un millón de copias. Gracias al éxito de la Atari VCS se lanzaron otras consolas, tanto de Atari como de otras empresas: la Magnavox Odyssey², la Intellivision, la ColecoVision, la Atari 5200 y la Vectrex. Coleco consiguió un componente adicional que permitía jugar a los juegos de Atari VCS en la ColecoVision, y también vendió la consola con una versión licenciada de Donkey Kong, el éxito arcade de Nintendo. En 1982, la ColecoVision representaba alrededor del 17 % del mercado de las consolas domésticas, frente al 58% de la Atari VCS; se trataba de la primera amenaza real al dominio de Atari en el mercado de los juegos domésticos.
Cada nueva consola tenía su propio repertorio de juegos producidos exclusivamente por el desarrollador de la consola, mientras que la Atari VCS también contaba con una amplia selección de juegos desarrollados por otras empresas. En 1982, los analistas señalaron tendencias de saturación, mencionando que la cantidad de software que se lanzaba sólo permitiría unos pocos grandes éxitos, que las tiendas habían destinado demasiado espacio a las consolas y que la bajada de precios de los ordenadores domésticos podría sacudir la industria.
Además, el rápido crecimiento de la industria del videojuego provocó un aumento de la demanda, que los fabricantes sobrestimaron. En 1983, un analista de Goldman Sachs declaró que la demanda de juegos electrónicos había aumentado un 100% en comparación con el año anterior, pero que la producción de los fabricantes había aumentado un 175%, lo que creaba un gran excedente. Ray Kassar, entonces Consejero Delegado de Atari, reconoció en 1982 que el punto de saturación de la industria era inminente. Sin embargo, Kassar esperaba que esto ocurriera cuando alrededor de la mitad de los hogares estadounidenses tuvieran una consola de juegos electrónicos. Por desgracia, la crisis se produjo cuando se habían vendido unos 15 millones de máquinas, una cifra muy inferior a la estimada por Kassar.

### Pérdida del control de la publicación
Antes de 1979, no había editores terceros, ya que los fabricantes de consolas como Atari publicaban todos los juegos para sus respectivas plataformas; esto cambió con la creación de Activision en 1979. Activision fue fundada por cuatro programadores que abandonaron Atari porque creían que sus desarrolladores debían recibir el mismo reconocimiento y honores (concretamente en forma de porcentajes de ventas y créditos públicos) que los actores, directores y músicos que trabajaban para otras filiales de Warner Communications, la empresa matriz de Atari en aquella época. Ya familiarizados con la Atari VCS, los cuatro programadores desarrollaron sus propios juegos y procesos de fabricación de cartuchos. Atari no tardó en emprender acciones legales para bloquear la venta de los productos de Activision, pero no consiguió imponer órdenes de restricción y el caso finalizó en 1982. Aunque la conclusión del caso obligó a Activision a pagar un porcentaje de las ventas a Atari, este caso hizo posible la existencia de terceros desarrolladores. Los juegos de Activision se hicieron tan populares como los de Atari, con Pitfall!, lanzado en 1982, que vendió más de 4 millones de unidades.
Antes de 1982, Activision era una de las pocas empresas que publicaban juegos para Atari VCS. Otras eran Imagic, Games by Apollo, Coleco, Parker Brothers, CBS Video Games y Mattel. En 1982, el éxito de Activision animó a otros competidores a entrar en el mercado. Sin embargo, el fundador de Activision, David Crane, señaló que muchas de estas empresas estaban respaldadas por inversores de capital riesgo que intentaban emular el éxito de su compañía. Sin la experiencia y los conocimientos del equipo de Activision, estos competidores creaban sobre todo juegos de baja calidad. Crane los describió como «los peores juegos que puedas imaginar». Mientras que el éxito de Activision podía atribuirse a la familiaridad del equipo con la Atari VCS, otros editores no contaban con la misma ventaja. Recurrieron en gran medida al espionaje de la industria, como la contratación de empleados de otras empresas para intentar hacerse un hueco en el mercado. Incluso Atari acabó recurriendo a estas estrategias, contratando a varios programadores del estudio de desarrollo de Intellivision de Mattel, lo que provocó acciones legales que incluyeron acusaciones de espionaje.

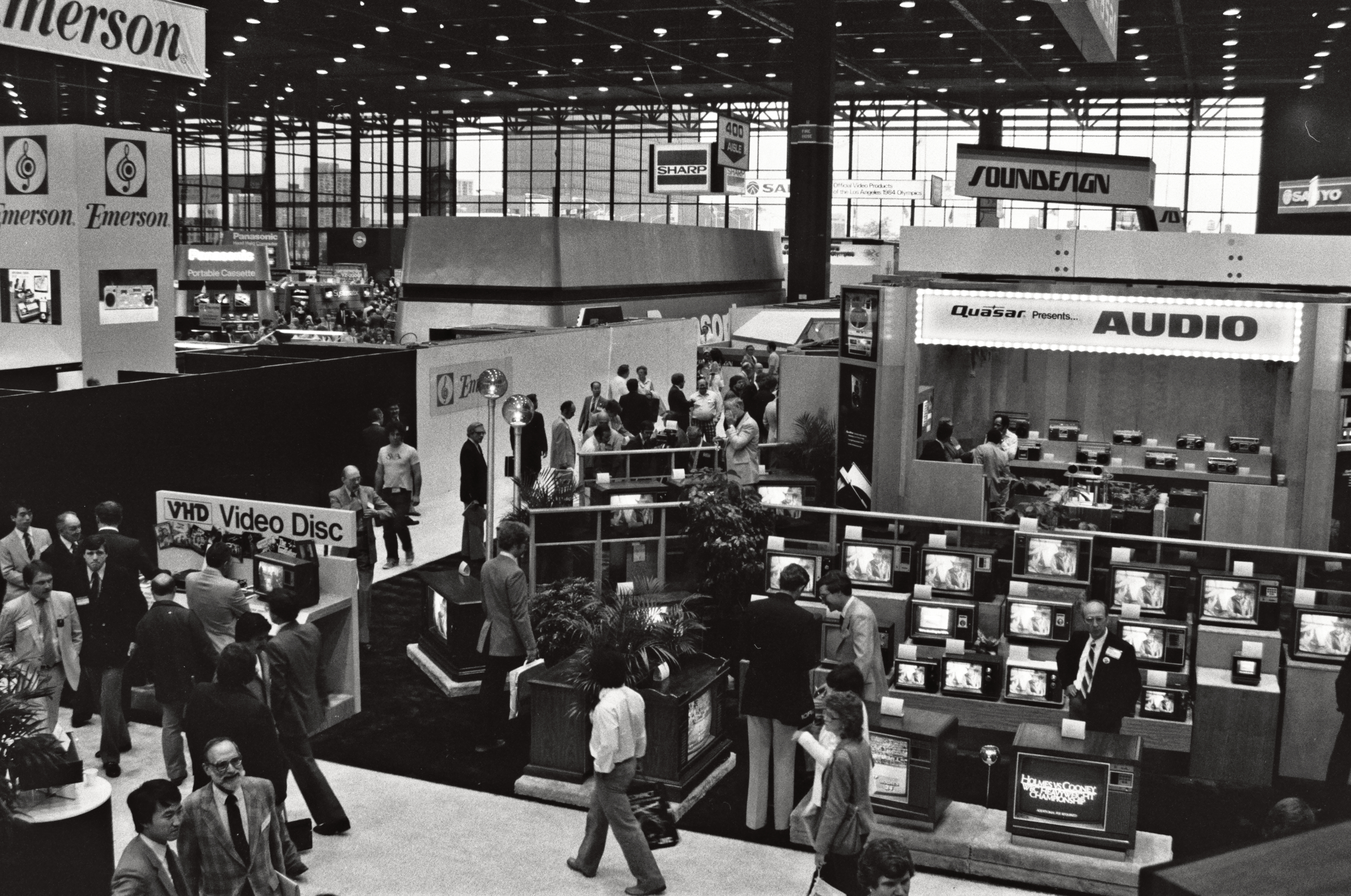
El Consumer Electronics Show de 1982.

El acelerado crecimiento de la industria de los juegos para terceros quedó fácilmente ilustrado por el número de proveedores presentes en la feria semestral Consumer Electronics Show (CES). Según Crane, el número de desarrolladores pasó de 3 a 30 entre los dos eventos. En el CES del verano de 1982 estuvieron presentes 17 empresas, entre ellas MCA Inc. y Fox Video Games, que anunciaron un total de 90 nuevos juegos para las consolas Atari. En 1983, alrededor de 100 empresas intentaban utilizar la VCS para introducirse en el mercado. AtariAge ha documentado 158 empresas diferentes desarrollando para la Atari VCS. En junio de 1982, sólo había 100 juegos disponibles para Atari en el mercado. En diciembre del mismo año, esta cifra había superado los 400. Los expertos predijeron un excedente en 1983, con sólo el 10 % de los juegos producidos representando el 75 % de las ventas.
La revista Byte afirmaba en diciembre que «en 1982, pocos juegos eran innovadores en cuanto a diseño o formato [...] si al público le gusta de verdad una idea, se explota al máximo, y varios clones de distinto color se amontonan rápidamente en las estanterías. Es decir, antes de que el público deje de comprar o aparezca algo mejor. Las empresas que creen que los juegos de microordenador son el hula hoop de los años 80 sólo quieren obtener un beneficio rápido». Bill Kunkel declaró en enero de 1983 que las empresas habían «concedido licencias para todo lo que se mueve, camina, se arrastra o se esconde bajo tierra». Hay que preguntarse hasta qué punto es tenue la conexión entre el juego y la película Marathon Man. ¿Qué vas a hacer, una endodoncia electrónica?». En septiembre de 1983, el Boston Phoenix declaró que la fabricación de cartuchos para Atari 2600 «ya no era una industria en crecimiento». Títulos como el promocional Chase the Chuck Wagon de Ralston Purina, el clon de Kaboom! Lost Luggage, el juego asociado a la banda de rock Journey Escape y el juego de equilibrio de platos Dishaster ejemplificaron intentos de aprovechar el explosivo crecimiento de la industria que luego resultaron infructuosos entre minoristas y consumidores potenciales.
Además de inundar el mercado con un exceso de ideas, también había poco margen para la competencia. Según Jim Levy, de Activision, habían previsto que el mercado de cartuchos en 1982 alcanzaría la marca de unos 60 millones de unidades, anticipando que la empresa podría asegurarse entre el 12 % y el 15 % de este mercado para su producción. Sin embargo, con al menos 50 empresas diferentes en este nuevo mercado, cada una de las cuales había producido entre uno y dos millones de cartuchos, sumados a los al menos 60 millones de cartuchos fabricados por la propia Atari en 1982, la producción fue al menos el doble de la demanda ese año. Esto contribuyó a la acumulación de productos sin vender durante la crisis.

### Falta de confianza de los consumidores
Antes de 1982, Atari era considerada la empresa dominante en la industria nacional de juegos electrónicos pero, como se ha descrito anteriormente, las nuevas marcas en el mercado de las consolas y la falta de control editorial provocaron la pérdida de esta posición de dominio. Durante 1982, Atari cometió varios errores tratando de recuperar su dominio que llevaron al mercado y a los consumidores a perder la confianza en la empresa y, en consecuencia, en la industria en su conjunto.
Uno de los factores fue el tipo de juegos que Atari decidió publicar, ya que, en ese momento, con la empresa controlada por Warner Communications, estaba más centrada en las oportunidades de negocio que en la innovación. Muchos de sus ejecutivos eran MBA y buscaban cualquier oportunidad de negocio que les diera ventaja sobre terceros editores de juegos. El acuerdo de Coleco con Nintendo para publicar Donkey Kong supuso una gran amenaza para Atari. Atari había tenido éxito en el pasado con sus propias licencias de juegos arcade famosos en la Atari VCS, pero también buscaba otras oportunidades lucrativas de concesión de licencias que pudieran diferenciarla de otras empresas.
Dos juegos lanzados en 1982, a menudo citados como factores importantes de la crisis, contribuyeron en gran medida a la pérdida de confianza de los consumidores en Atari: Pac-Man y E.T. the Extra-Terrestrial. La versión para Atari VCS del éxito arcade Pac-Man salió a la venta en marzo de 1982 y fue duramente criticada por los expertos, siendo sus gráficos especialmente mal recibidos. A pesar de que algunos minoristas cancelaron sus pedidos, la mayoría de las grandes tiendas siguieron vendiendo el juego, y Atari vendió siete millones de unidades ese año. Aun así, la mala calidad del juego perjudicó a la marca Atari y provocó algunas peticiones de reembolso. E.T. the Extra-Terrestrial fue desarrollado por Howard Scott Warshaw en sólo seis semanas bajo estrictas órdenes de Atari para asegurar el lanzamiento del juego antes de las Navidades de 1982, después de que la compañía hubiera obtenido los derechos para adaptar la película del mismo nombre por unos 20 o 25 millones de dólares. Atari preveía la venta de cuatro millones de unidades, pero la mala calidad del juego debido al escaso tiempo de desarrollo afectó gravemente a las ventas, y alrededor de 3,5 millones de unidades fueron devueltas a la empresa, lo que supuso el entierro de los juegos electrónicos de Atari.
El impacto combinado de la mala calidad de Pac-Man y E.T. se reflejó negativamente en Atari e hizo que los consumidores dudaran en comprar los futuros productos de la empresa, con lo que las ventas se ralentizaron a principios de 1983. Atari intentó mejorar futuros juegos y licencias arcade para recuperar a los consumidores, como la versión de Ms. Pac-Man, que fue recibida de forma mucho más positiva por la crítica. Sin embargo, no pudieron alcanzar el mismo nivel de ventas que el año anterior.

### Competición de ordenadores personales

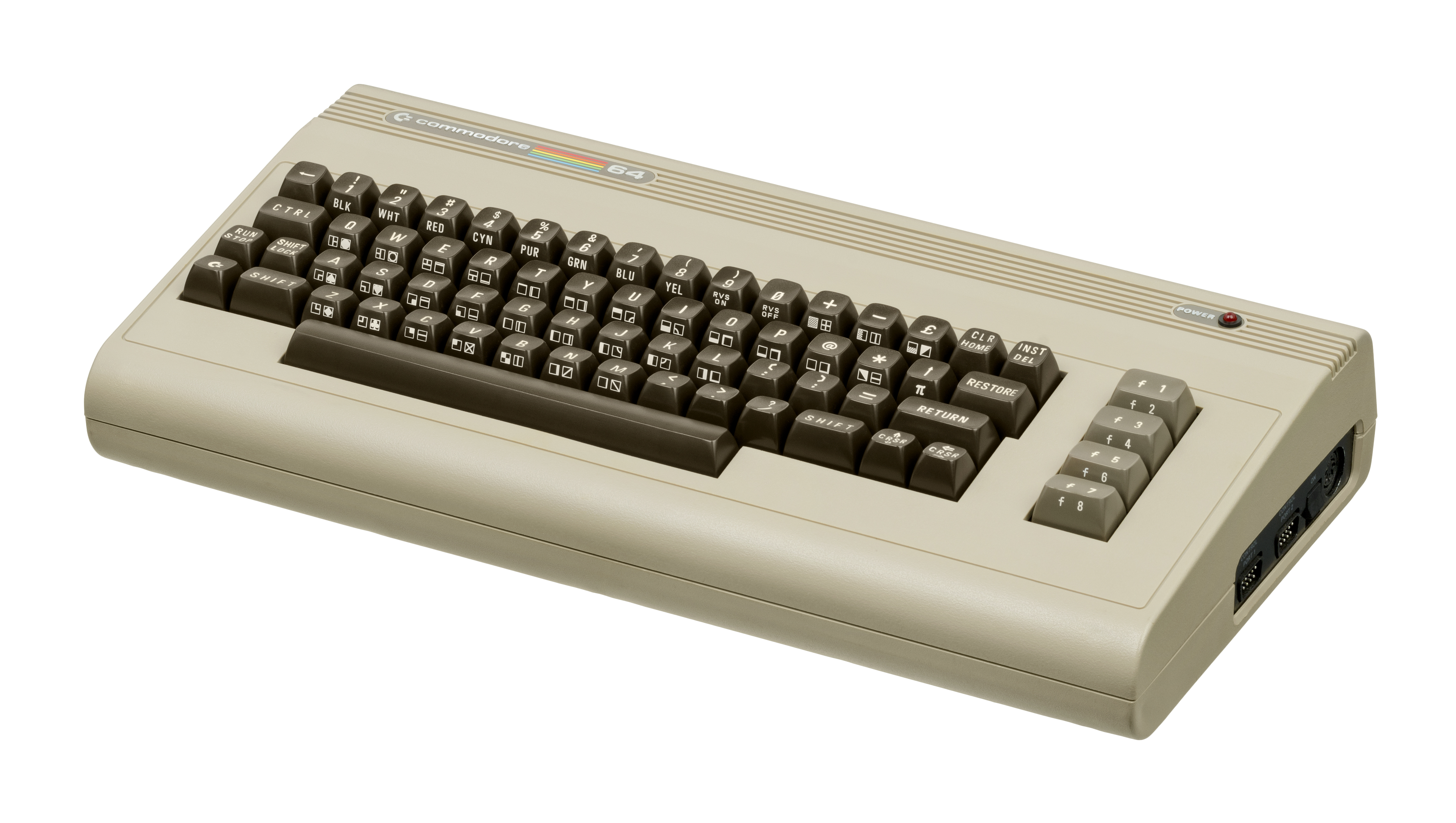
El Commodore 64 sobrevivió a la crisis y se convirtió en uno de los ordenadores más vendidos de todos los tiempos.

Los ordenadores personales asequibles se introdujeron por primera vez en el mercado en 1977 y, en 1979, Atari presentó los ordenadores Atari 400 y 800, construidos con un chipset pensado originalmente para su uso en una consola de juegos electrónicos, y que tenían el mismo precio que sus respectivos nombres en dólares. En 1981, IBM lanzó el ordenador IBM 5150 a un precio de 1 565 dólares, mientras Sinclair Research lanzaba su microordenador de bajo coste ZX81 a 70 libras. En 1982, los nuevos diseños de ordenadores de sobremesa ofrecían a menudo mejor sonido y gráficos en color que las consolas, y sus ventas crecían rápidamente. El TI-99/4A y el Atari 400 costaban 349 $, el Tandy Colour Computer costaba 379 $ y Commodore International acababa de reducir el precio del VIC-20 a 199 $ y del C64 a 499 $.
Como los ordenadores solían tener más memoria y procesadores más rápidos que una consola, permitían juegos más sofisticados. También podían utilizarse para tareas como el tratamiento de textos y la contabilidad. Los juegos se distribuían más fácilmente, ya que podían venderse en disquetes o cintas de casete en lugar de cartuchos. Estos soportes sobreescribibles permitían a los jugadores guardar partidas en curso, una herramienta útil para juegos cada vez más complejos que no estaba disponible en las consolas de la época.
En 1982, una guerra de precios entre Commodore y Texas Instruments situó los precios de los ordenadores personales al mismo nivel que los de las consolas; Después de que el precio del Commodore 64 se redujera a 300 dólares en junio de 1983, algunas tiendas empezaron a venderlo por 199. Dan Gutman, fundador de la revista Video Games Player, recordaba en un artículo de 1987 el hecho de que en 1983 «la gente se preguntaba: '¿Por qué debería comprar un sistema de juegos electrónicos cuando puedo comprar un ordenador que puede ejecutar juegos y hacer mucho más?». El Boston Phoenix dijo en septiembre de 1983 sobre la cancelación de la Intellivision III: «¿Quién va a pagar más de 200 dólares por una máquina que sólo puede ejecutar juegos?». Commodore buscó explícitamente el mercado de los jugadores de juegos electrónicos. El portavoz William Shatner preguntaba en los anuncios del VIC-20 «¿por qué comprar sólo un juego electrónico de Atari o Intellivision?», afirmando que «a diferencia de los juegos, tiene un teclado de ordenador de verdad», pero también «ejecuta grandes juegos». El control de Commodore sobre el fabricante de chips MOS Technology permitió fabricar internamente los circuitos integrados, por lo que el VIC-20 y el C64 pudieron venderse a precios mucho más bajos que los competidores. Además, los dos ordenadores de Commodore se diseñaron para utilizar los mandos Atari, ya muy extendidos, por lo que podían hacerse con parte del mercado de mandos existente.
«Llevo 30 años en el comercio minorista y nunca he visto ninguna categoría de productos entrar en un patrón de autodestrucción semejante», declaró un ejecutivo de Service Merchandise a The New York Times en junio de 1983. La guerra de precios era tan dura que, en septiembre, el director general de Coleco, Arnold Greenberg, celebró los rumores de un ordenador doméstico IBM 'Peanut' porque, aunque IBM es un competidor, es «una empresa que sabe cómo ganar dinero». «Miro hacia atrás un año o dos en el campo de los juegos electrónicos, o en el de los ordenadores personales», añadió Greenberg, «cuánto mejor eran todos, cuando la mayoría de la gente ganaba dinero, en lugar de tan pocos». Las empresas redujeron la producción a mediados de año debido a la escasa demanda, incluso a precios bajos, lo que provocó escasez mientras la demanda crecía explosivamente durante la temporada navideña; sólo el Commodore 64 estaba ampliamente disponible, con una estimación de más de 500.000 ordenadores vendidos durante la temporada. El 99/4A fue tal desastre para TI que las acciones de la empresa se revalorizaron inmediatamente un 25 % después de que se cancelara su producción y la marca abandonara el mercado de los ordenadores personales a finales de 1983. La cadena de tiendas JCPenney anunció en diciembre de 1983 que dejaría de vender ordenadores personales debido a una combinación de escasez de oferta y bajos precios.
Ese año, escribió Gutman, «los juegos electrónicos estaban oficialmente muertos y los ordenadores eran una fiebre». En octubre de 1983 rebautizó su revista con el nombre de Computer Games, pero señaló que «la palabra juegos se había convertido en una palabrota en la prensa. Empezamos a sustituirla por simulaciones siempre que era posible». Pronto «comenzó el declive de los ordenadores [...] De repente, todo el mundo decía que el ordenador personal no era más que una moda, un hula hoop más». Computer Games publicó su último número a finales de 1984. En 1988, el fundador de Computer Gaming World, Russell Sipe, señaló que «la crisis de los salones recreativos de 1984 se llevó por delante la mayoría de las revistas de juegos de ordenador». Afirmó que, «en el invierno de 1984, sólo quedaban unas pocas revistas de juegos de ordenador» y, en el verano de 1985, Computer Gaming World «era la única revista de juegos de ordenador a 4 colores que quedaba».